# Hell & High Water EP
Hell & High Water EP – EP zespołu Black Stone Cherry, wydane jedynie w formie elektronicznej na iTunes. Singlem z tego EP jest "Big City Lights".

## Lista utworów
1. "Hell & High Water" - 4:02
2. "Big City Lights" - 4:23
3. "We Are the Kings" - 3"57